# Holzbach
Holzbach település Németországban, Rajna-vidék-Pfalz tartományban. Lakosainak száma 558 fő (2023. december 31.). Holzbach Simmern/Hunsrück, Sargenroth és Tiefenbach községekkel határos.

## Népesség
A település népességének változása:
| Lakosok száma | 461  | 532  | 550  | 543  | 556  | 558  |
|               | 1975 | 2017 | 2019 | 2021 | 2022 | 2023 |